# Franz-Josef Niemann
Franz-Josef Niemann (* 12. März 1952 in Düsseldorf) ist ein römisch-katholischer Theologe.

## Leben
Nach dem Abitur am Görres-Gymnasium (Düsseldorf) 1970 studierte er katholische Theologie (Diplomarbeit 1977 Dogmenentwicklung nach Johann Evangelist Kuhn. Eine Untersuchung zur zweiten Auflage seiner „Einleitung in die katholische Dogmatik“) und Philosophie (Diplomarbeit 1974 Freiheit in Leibniz' Theodizee) von 1970 bis 1975 an der Päpstlichen Universität Gregoriana und Universität Innsbruck und von 1975 bis 1977 biblische Exegese am Päpstlichen Bibelinstitut (Lizentiatsarbeit Erzählung vom leeren Grab im Markusevangelium) und an der Hebräischen Universität Jerusalem. Nach der Priesterweihe 1977 war er Assistent für Fundamentaltheologie in Innsbruck bei Walter Kern, der 1981 promovierte. Er war Seelsorger und Religionslehrer am Gymnasium in Neuss. Von 1988 bis 1994 wirkte er als Akademischer Rat auf Zeit bei Joachim Gnilka. Für drei Semester vertrat er 1994/1995 die Professur für Systematische Theologie an der Universität Wuppertal. Seit 1995 lehrte er als Professor in Kiel und später Flensburg.

## Werke (Auswahl)
- mit Walter Kern:  Theologische Erkenntnislehre. Patmos, Düsseldorf 1981, ISBN 3-491-77251-6.
- Jesus als Glaubensgrund in der Fundamentaltheologie der Neuzeit. Zur Genealogie eines Traktats (= Innsbrucker theologische Studien. Band 12). Tyrolia-Verlag, Innsbruck 1983, ISBN 3-7022-1444-5 (zugleich Dissertation, Innsbruck 1981).
- Jesus der Offenbarer. Altertum bis Mittelalter. Styria, Graz 1990, ISBN 3-222-11933-3.
- Jesus der Offenbarer. Frühe Neuzeit bis Gegenwart. Styria, Graz 1990, ISBN 3-222-11934-1.